# Pristiphora platycerus
Pristiphora platycerus är en stekelart som först beskrevs av Hartig 1840.  Pristiphora platycerus ingår i släktet Pristiphora, och familjen bladsteklar. Arten är reproducerande i Sverige.